# Свети Никола (Челопек)
Вижте пояснителната страница за други значения на Свети Никола.
„Свети Никола“ (на македонска литературна норма: „Свети Никола“) е средновековна църква в тетовското село Челопек, Северна Македония, част от Тетовско-Гостиварската епархия на Македонската православна църква – Охридска архиепископия.
Църквата е изградена между 1337 и 1347 година и е една от най-старите цялостно запазени църкви в тетовския регион от този период. Приема се, че е изографисана непосредствено след средата на XIV век. Някои автори свързват стилово стенописите от църквата „Свети Никола“ с тези в Лесновския и Марковия манастир.
Двата слоя на живописта са от XIV и XIX век. По-забележителните средновековни фрески са „Богородица Ширшая небес", „Поклонение на тримата мъдреци пред Младенеца Христос", „Сретение Господне", „Пътят към Голгота". Фреските са с високо качество и са представителни за върховите постижения на палеологовата традиция в началото на XIV век. Изпълнени са с драматика, която не е типична на XIV век. Иконостасът със своите 26 икони е направен в 1830 година от Христо Зограф Дебранин и други зографи.
В храма има царски двери от XVII век с резба и с широка плетеница за бордюр, сходни с тези от църквата „Света Богородица“ в Бистрица, Велешко.
- Иконостасът с разпятието
- Стенопис на Архангел Михаил
- Стенопис на двама светци
- Резбовани царски двери, XVII век